# Asfarvarīn
Asfarvarīn (persiska: اسفرورين, اِستَروَرين) är en ort i Iran.   Den ligger i provinsen Qazvin, i den nordvästra delen av landet, 150 km väster om huvudstaden Teheran. Asfarvarīn ligger 1 276 meter över havet och antalet invånare är 12 104.
Terrängen runt Asfarvarīn är platt.Runt Asfarvarīn är det ganska tätbefolkat, med 108 invånare per kvadratkilometer. Närmaste större samhälle är Tākestān, 15,8 km norr om Asfarvarīn. Trakten runt Asfarvarīn består till största delen av jordbruksmark.